# UCI WorldTour 2014
El UCI WorldTour 2014 fue la cuarta edición del máximo calendario ciclista a nivel mundial.
Contó con 28 carreras, las mismas que en la edición anterior. Como en los últimos dos años, también integró el calendario la contrarreloj por equipos del campeonato del mundo que se disputó en Ponferrada. El calendario comenzó el 21 de enero en Australia con el Tour Down Under y finalizó el 14 de octubre en China con el Tour de Pekín.
Los ganadores finales fueron Alejandro Valverde, Movistar y España, en la clasificación individual, por equipos y por países respectivamente. El corredor que más carreras ganó fue el australiano Simon Gerrans, el cual se llevó 4 de las 28 carreras disputadas. Y los corredores que más victorias de etapa consiguieron en carreras UCI WorldTour fueron Tony Martin y Nacer Bouhanni con 7 victorias cada uno.

## Equipos (18)
Véase UCI ProTeam
Estos equipos tuvieron la participación asegurada y obligada en las 28 carreras del UCI WorldTour (aunque el Astana se autoexcluyó del Tour de Pekín debido a que tuvo 2 casos de dopaje en los últimos doce meses, cumpliendo así con las normas del MPCC (Movimiento por un Ciclismo Creíble). A diferencia de años anteriores en que varios equipos pugnaban por un lugar entre las 18 formaciones UCI ProTeam, y contrataban ciclistas con puntos para mejorar en el ranking de mérito deportivo, ésta lucha previa fue prácticamente innecesaria. Las desapariciones de los equipos Euskaltel Euskadi y Vacansoleil-DCM, redujo la cantidad de equipos a 17, quedando un lugar más para algún aspirante. El único que solicitó la licencia UCI ProTeam fue el Europcar, con lo cual se completaron los 18 equipos.
| Código UCI | Equipo                               |
| ---------- | ------------------------------------ |
| ALM        | Ag2r La Mondiale                     |
| AST        | Astana Pro Team                      |
| BEL        | Belkin-Pro Cycling Team              |
| BMC        | BMC Racing Team                      |
| CAN        | Cannondale                           |
| FDJ        | FDJ.fr                               |
| GRS        | Garmin Sharp                         |
| LAM        | Lampre-Merida                        |
| LTB        | Lotto Belisol                        |
| MOV        | Movistar Team                        |
| OPQ        | Omega Pharma-Quick Step Cycling Team |
| OGE        | Orica GreenEDGE                      |
| EUC        | Team Europcar                        |
| GIA        | Team Giant-Shimano                   |
| KAT        | Team Katusha                         |
| SKY        | Team Sky                             |
| TCS        | Tinkoff-Saxo                         |
| TFR        | Trek Factory Racing                  |

Además, como viene siendo habitual, también participaron selecciones nacionales (con corredores de equipos de los Circuitos Continentales UCI) en las carreras de países con poca tradición ciclista que fueron el Tour Down Under (selección llamada UniSA-Australia), el Tour de Polonia (selección llamada Reprezentacja Polski) y en el Gran Premio de Quebec y Gran Premio de Montreal (Equipe Canada) que sólo tuvieron un permiso especial para correr en esas carreras en concreto; esas participaciones se producirán sin que los corredores de dichas selecciones puedan aspirar a obtener puntuación (ni obviamente esa selección ni el equipo oficial del corredor). Por otra parte también participaron equipos de categoría Continental en la Contrarreloj por equipos del Campeonato Mundial de Ciclismo en Ruta. Esas carreras con esas invitaciones especiales fueron las únicas excepciones en las que se permitió correr a corredores sin pasaporte biológico ya que alguno de los corredores no estuvieron en equipos adheridos a dicho pasaporte.
Además, también pudieron participar mediante invitación equipos de categoría Profesional Continental (segunda categoría) aunque sin poder puntuar.

## Carreras
El calendario de 28 carreras se dio a conocer el 26 de septiembre de 2013.
| Fecha                         | Carrera                                                             | Vencedor           | Equipo del vencedor     |
| ----------------------------- | ------------------------------------------------------------------- | ------------------ | ----------------------- |
| 21-26 de enero                | Tour Down Under                                                     | Simon Gerrans      | Orica GreenEDGE         |
| 9-16 de marzo                 | París-Niza                                                          | Carlos Betancur    | Ag2r La Mondiale        |
| 12-18 de marzo                | Tirreno-Adriático                                                   | Alberto Contador   | Tinkoff-Saxo            |
| 23 de marzo                   | Milán-San Remo                                                      | Alexander Kristoff | Katusha                 |
| 24-30 de marzo                | Volta a Cataluña                                                    | Joaquim Rodríguez  | Katusha                 |
| 28 de marzo                   | E3 Harelbeke                                                        | Peter Sagan        | Cannondale              |
| 30 de marzo                   | Gante-Wevelgem                                                      | John Degenkolb     | Giant-Shimano           |
| 6 de abril                    | Tour de Flandes                                                     | Fabian Cancellara  | Trek Factory Racing     |
| 7-12 de abril                 | Vuelta al País Vasco                                                | Alberto Contador   | Tinkoff-Saxo            |
| 13 de abril                   | París-Roubaix                                                       | Niki Terpstra      | Omega Pharma-Quick Step |
| 20 de abril                   | Amstel Gold Race                                                    | Philippe Gilbert   | BMC Racing              |
| 23 de abril                   | Flecha Valona                                                       | Alejandro Valverde | Movistar                |
| 27 de abril                   | Lieja-Bastoña-Lieja                                                 | Simon Gerrans      | Orica GreenEDGE         |
| 29 de abril-4 de mayo         | Tour de Romandía                                                    | Chris Froome       | Sky                     |
| 9 de mayo-1 de junio          | Giro de Italia                                                      | Nairo Quintana     | Movistar                |
| 8-15 de junio                 | Critérium del Dauphiné                                              | Andrew Talansky    | Garmin Sharp            |
| 14-22 de junio                | Vuelta a Suiza                                                      | Rui Costa          | Lampre-Merida           |
| 5-27 de julio                 | Tour de Francia                                                     | Vincenzo Nibali    | Astana                  |
| 2 de agosto                   | Clásica de San Sebastián                                            | Alejandro Valverde | Movistar                |
| 3-9 de agosto                 | Tour de Polonia                                                     | Rafał Majka        | Tinkoff-Saxo            |
| 11-17 de agosto               | Eneco Tour                                                          | Tim Wellens        | Lotto Belisol           |
| 23 de agosto-14 de septiembre | Vuelta a España                                                     | Alberto Contador   | Tinkoff-Saxo            |
| 24 de agosto                  | Vattenfall Cyclassics                                               | Alexander Kristoff | Katusha                 |
| 31 de agosto                  | Gran Premio de Plouay                                               | Sylvain Chavanel   | IAM Cycling             |
| 12 de septiembre              | Gran Premio de Quebec                                               | Simon Gerrans      | Orica GreenEDGE         |
| 14 de septiembre              | Gran Premio de Montreal                                             | Simon Gerrans      | Orica GreenEDGE         |
| 21 de septiembre              | Contrarreloj por equipos del Campeonato Mundial de Ciclismo en Ruta | BMC Racing         | BMC Racing              |
| 5 de octubre                  | Giro de Lombardía                                                   | Daniel Martin      | Garmin-Sharp            |
| 10-14 de octubre              | Tour de Pekín                                                       | Philippe Gilbert   | BMC Racing              |

1. ↑  La contrarreloj por equipos del Mundial es un caso especial ya que no está integrado en el calendario UCI WorldTour pero si puntúa para la clasificación por equipos de dicho calendario mundial de máxima categoría.

## Clasificaciones
Estas son las clasificaciones finales:
Nota: ver Baremos de puntuación

### Clasificación individual
| Posición | Corredor               | Equipo           | Puntos |
| -------- | ---------------------- | ---------------- | ------ |
| 1.º      | Alejandro Valverde     | Movistar         | 686    |
| 2.º      | Alberto Contador       | Tinkoff-Saxo     | 620    |
| 3.º      | Simon Gerrans          | Orica GreenEDGE  | 478    |
| 4.º      | Rui Costa              | Lampre-Merida    | 461    |
| 5.º      | Vincenzo Nibali        | Astana           | 392    |
| 6.º      | Nairo Quintana         | Movistar         | 346    |
| 7.º      | Chris Froome           | Sky              | 326    |
| 8.º      | Alexander Kristoff     | Katusha          | 321    |
| 9.º      | Daniel Martin          | Garmin Sharp     | 316    |
| 10.º     | Jean-Christophe Péraud | Ag2r La Mondiale | 300    |

| 11.º | Fabian Cancellara  | Trek Factory Racing     | 286 |
| 12.º | Joaquim Rodríguez  | Katusha                 | 286 |
| 13.º | John Degenkolb     | Giant-Shimano           | 278 |
| 14.º | Philippe Gilbert   | BMC                     | 272 |
| 15.º | Peter Sagan        | Cannondale              | 263 |
| 16.º | Michał Kwiatkowski | Omega Pharma-Quick Step | 257 |
| 17.º | Fabio Aru          | Astana                  | 248 |
| 18.º | Romain Bardet      | Ag2r La Mondiale        | 247 |
| 19.º | Bauke Mollema      | Belkin                  | 246 |
| 20.º | Rafał Majka        | Tinkoff-Saxo            | 241 |

### Clasificación por países
La clasificación por países se calcula sumando los puntos de los cinco mejores corredores de cada país. Los países con el mismo número de puntos se clasifican de acuerdo a su corredor mejor clasificado.
| Posición | País         | Puntos | Top 5 corredores                                                                   |
| -------- | ------------ | ------ | ---------------------------------------------------------------------------------- |
| 1.º      | España       | 1834   | Valverde (686), Contador (620), Rodríguez (286), Sánchez (123), Intxausti (119)    |
| 2.º      | Italia       | 1070   | Nibali (392), Aru (248), Pozzovivo (197), Ulissi (125), Nizzolo (108)              |
| 3.º      | Bélgica      | 1006   | Gilbert (272), Vanmarcke (216), Van Avermaet (210), Wellens (204), Vanendert (104) |
| 4.º      | Francia      | 987    | Péraud (300), Bardet (247), Pinot (162), Gallopin (140), Rolland (138)             |
| 5.º      | Países Bajos | 957    | Mollema (246), Dumoulin (240), Terpstra (200), Kelderman (162)), Boom (109)        |

### Clasificación por equipos
Esta clasificación se calcula sumando los puntos de los cinco mejores corredores de cada equipo. Si se obtienen puntos en el Campeonato Mundial Contrarreloj por Equipos, se cuentan para la clasificación, siempre que esos puntos estén entre los 5 mejores puntajes de la escuadra. Los equipos con el mismo número de puntos se clasifican de acuerdo a su corredor mejor clasificado.
| Posición | Equipo                  | Puntos | Top 5 corredores |
| -------- | ----------------------- | ------ | --- |
| 1.º      | Movistar                | 1440   | Valverde (686), Quintana (346), Intxausti (119), CRE Campeonato Mundial de Ciclismo (110), Izagirre (105), Lobato (74)      |
| 2.º      | BMC Racing              | 1212   | Gilbert (272), van Garderen (219), Van Avermaet (210), CRE Campeonato Mundial de Ciclismo (200), Evans (188), Sánchez (123) |
| 3.º      | Tinkoff-Saxo            | 1186   | Contador (620), Majka (241), Kreuziger (135), CRE Campeonato Mundial de Ciclismo (120), Rogers (60), Bennati (10)           |
| 4.º      | Omega Pharma-Quick Step | 1016   | Kwiatkowski (257), Terpstra (200), Urán (173), Martin (146), CRE Campeonato Mundial de Ciclismo (140), Vandenbergh (100)    |
| 5.º      | Orica GreenEDGE         | 953    | Gerrans (478), CRE Campeonato Mundial de Ciclismo (170), Chaves (80), Albasini (80), Impey (73), Matthews (72)              |

## Progreso de las clasificaciones
| Carrera (Vencedor)                            | Clasificación individual | Clasificación por equipos | Clasificación por países |
| --------------------------------------------- | ------------------------ | ------------------------- | ------------------------ |
| Tour Down Under (Simon Gerrans)               | Simon Gerrans            | Orica GreenEDGE           | Australia                |
| París-Niza (Carlos Betancur)                  | Carlos Betancur          | Lampre-Merida             | Australia                |
| Tirreno-Adriático (Alberto Contador)          | Carlos Betancur          | Ag2r La Mondiale          | Australia                |
| Milán-San Remo (Alexander Kristoff)           | Carlos Betancur          | Movistar                  | Australia                |
| E3 Harelbeke (Peter Sagan)                    | Carlos Betancur          | Movistar                  | Australia                |
| Volta a Cataluña (Joaquim Rodríguez)          | Alberto Contador         | Ag2r La Mondiale          | España                   |
| Gante-Wevelgem (John Degenkolb)               | Alberto Contador         | Ag2r La Mondiale          | España                   |
| Tour de Flandes (Fabian Cancellara)           | Alberto Contador         | Omega Pharma-Quick Step   | España                   |
| Vuelta al País Vasco (Alberto Contador)       | Alberto Contador         | Omega Pharma-Quick Step   | España                   |
| París-Roubaix (Niki Terpstra)                 | Alberto Contador         | Omega Pharma-Quick Step   | España                   |
| Amstel Gold Race (Philippe Gilbert)           | Alberto Contador         | Omega Pharma-Quick Step   | España                   |
| Flecha Valona (Alejandro Valverde)            | Alberto Contador         | Omega Pharma-Quick Step   | España                   |
| Lieja-Bastoña-Lieja (Simon Gerrans)           | Alberto Contador         | Omega Pharma-Quick Step   | España                   |
| Tour de Romandía (Chris Froome)               | Alberto Contador         | Omega Pharma-Quick Step   | España                   |
| Giro de Italia (Nairo Quintana)               | Nairo Quintana           | Omega Pharma-Quick Step   | España                   |
| Critérium del Dauphiné (Andrew Talansky)      | Alberto Contador         | Omega Pharma-Quick Step   | España                   |
| Vuelta a Suiza (Rui Costa)                    | Alberto Contador         | Omega Pharma-Quick Step   | España                   |
| Tour de Francia (Vincenzo Nibali)             | Alberto Contador         | Movistar                  | España                   |
| Clásica de San Sebastián (Alejandro Valverde) | Alejandro Valverde       | Movistar                  | España                   |
| Tour de Polonia (Rafał Majka)                 | Alejandro Valverde       | Movistar                  | España                   |
| Eneco Tour (Tim Wellens)                      | Alejandro Valverde       | Movistar                  | España                   |
| Vattenfall Cyclassics (Alexander Kristoff)    | Alejandro Valverde       | Movistar                  | España                   |
| Gran Premio de Plouay (Sylvain Chavanel)      | Alejandro Valverde       | Movistar                  | España                   |
| Gran Premio de Quebec (Simon Gerrans)         | Alejandro Valverde       | Movistar                  | España                   |
| Vuelta a España (Alberto Contador)            | Alberto Contador         | Movistar                  | España                   |
| Gran Premio de Montreal (Simon Gerrans)       | Alberto Contador         | Movistar                  | España                   |
| Giro de Lombardía (Daniel Martin)             | Alejandro Valverde       | Movistar                  | España                   |
| Tour de Pekín (Philippe Gilbert)              | Alejandro Valverde       | Movistar                  | España                   |
| Final                                         | Alejandro Valverde       | Movistar                  | España                   |